# Andrea Falcón
Andrea Sánchez Falcón (Arucas, Las Palmas, Kanári-szigetek, 1997. február 28. –) spanyol válogatott labdarúgó, aki jelenleg a Barcelona játékosa. A spanyol válogatottal részt vett a 2019-es világbajnokságon.

## Pályafutása

### Klubcsapatokban
Szülővárosában, Arucasban kezdte pályafutását, de 2008-ban az Unión Viera csapatához igazolt. 2012. július 31-én írt alá a Barcelona együtteséhez.
Barcelonában általában tartalékként számítottak rá, és néhány mérkőzésen lépett pályára. A Bajnokok Ligájában 2013. november 10-én debütált az FC Zürich elleni 3-0-s győzelemmel zárult találkozón, amikor a 81. percben Marta Correderát váltotta.
Bár csapatával három bajnoki címet és két kupagyőzelmet is abszolvált, folyamatos játéklehetőséget nem kapott, ezért 2016. július 6-án aláírt az Atlético Madridhoz. Szeptember 10-én debütált a Transportes Alcaine ellen, október 15-én pedig a Real Betis ellen szerezte meg első gólját.
Első szezonjában mindegyik mérkőzésen pályára léphetett, 2017. április 6-án keresztszalag-szakadást szenvedett, de felépülését követően 2018. márciusától játéka -saját és csapata megelégedettségére- mit sem változott és bizonyíthatott a szezon hátralévő meccsein. Az évad végeztével bajnoki aranyérem és kupa ezüst kerülhetett vitrinjébe.
A 2018-19-es szezonban az új edző, José Luis Sánchez Vera érkeztével kevesebb lehetőséget kapott. 2019. február 10-én a Sevilla elleni találkozó után, egy talpi fascia gyulladás miatt két hónapig nem állhatott csapata rendelkezésére. Karrierje hatodik bajnoki címét is megszerezte a bajnokság végén, 2019. június 29-én azonban visszatért a Barcelonához.

### A válogatottban
A  2013-as Európa-bajnokságon szerepelt első alkalommal címeres mezben és első gólját már a selejtező sorozatban megszerezte, 2013. március 24-én Finnország ellen volt eredményes. 2013 novemberében a 2014-es kontinensviadalon pazar formában játszott, csoportmérkőzésen a német, majd az angol hálót is kétszer zörgette meg, végül a döntőben büntetőkkel maradtak alul a korábban már megvert német csapattal szemben. Falcón négy találatával, Jasmin Sehannal együtt a torna legeredményesebb játékosa lett.
2014 márciusában az U17-es válogatottal ezüstérmet szerzett a Costa Ricában megrendezett világbajnokságon, majd az U19-esekkel jött az "ezüstkorszak", ugyanis a 2014-es, 2015-ös és a 2016-os Európa-bajnokságon is a döntőben buktak el.
Pápua Új-Guineában már az U20-as csapattal vett részt a korosztályos világversenyen, azonban a negyeddöntőben búcsúzni kényszerültek a további küzdelmektől.
Részt vett a 2019-es világbajnokságon, ahol két alkalommal csereként léphetett pályára, összesen 56. percet játszott.

## Sikerei, díjai

### Klubcsapatban
Spanyol bajnok (7):
- Barcelona (4): 2012–13, 2013–14, 2014–15, 2019–20
- Atlético Madrid (3): 2016–17, 2017–18, 2018–19

 Spanyol kupagyőztes (2): 
- Barcelona (2): 2013, 2014

### A válogatottban
Spanyolország
- U19-es Európa-bajnoki ezüstérmes (3): 2014, 2015, 2016
- U17-es világbajnoki ezüstérmes (1): 2014
- U17-es Európa-bajnoki ezüstérmes (1): 2014
- Algarve-kupa győztes: 2017